# Pins and Needles
Pins and Needles är det fjärde studioalbumet av det kanadensiska synthrockbandet The Birthday Massacre, utgivet den 14 september 2010 på Metropolis Records. Det var gruppens andra samarbete med producenten Dave "Rave" Ogilvie. Albumet är stundvis tyngre än tidigare material och gränsen till industrial är alltmer framstående.
Pins and Needles blev gruppens listdebut på Billboard 200 i USA (plats 152). Videon till låten "In the Dark" hade premiär den 7 september och är regisserad av Michael Falcore tillsammans med Rodrigo Gudino från tidskriften Rue Morgue.

## Låtlista
Alla låtar är skrivna och komponerade av Chibi, Rainbow, Michael Falcore och O.E.. 
| Nr  | Titel            | Längd |
| --- | ---------------- | ----- |
| 1.  | In the Dark      | 3:42  |
| 2.  | Always           | 4:11  |
| 3.  | Pale             | 3:58  |
| 4.  | Control          | 3:20  |
| 5.  | Shallow Grave    | 3:47  |
| 6.  | Sideways         | 3:25  |
| 7.  | Midnight         | 3:43  |
| 8.  | Pins and Needles | 4:19  |
| 9.  | Two Hearts       | 3:20  |
| 10. | Sleepwalking     | 3:49  |
| 11. | Secret           | 4:23  |

## Listplaceringar
| Listor (2010)                | Högsta position |
| ---------------------------- | --------------- |
| Billboard 200                | 152             |
| Billboard Top Heatseekers    | 6               |
| Billboard Independent Albums | 34              |
| Tyska albumlistan            | 96              |

## Medverkande
The Birthday Massacre
- Chibi – sång
- Rainbow – kompgitarr, bakgrundssång, programmering, inspelning, mixning, producent
- Michael Falcore – sologitarr, programmering, inspelning, producent
- O.E. – bas, bakgrundssång
- Rhim – trummor
- Owen – keyboard

Övrig produktion
- Dave "Rave" Ogilvie – ljudtekniker, mixning
- Noah Mintz – mastering
- Brock McFarlane – assisterande ljudtekniker
- Kevin James Maher – redigering, programmering
- Vincent Marcone – design (omslag)
- Cole Sullivan – layout
- James Furlong – layout
- Natalie Shau – layout

Information från Discogs